# Cocktail
För andra betydelser, se Cocktail (olika betydelser).

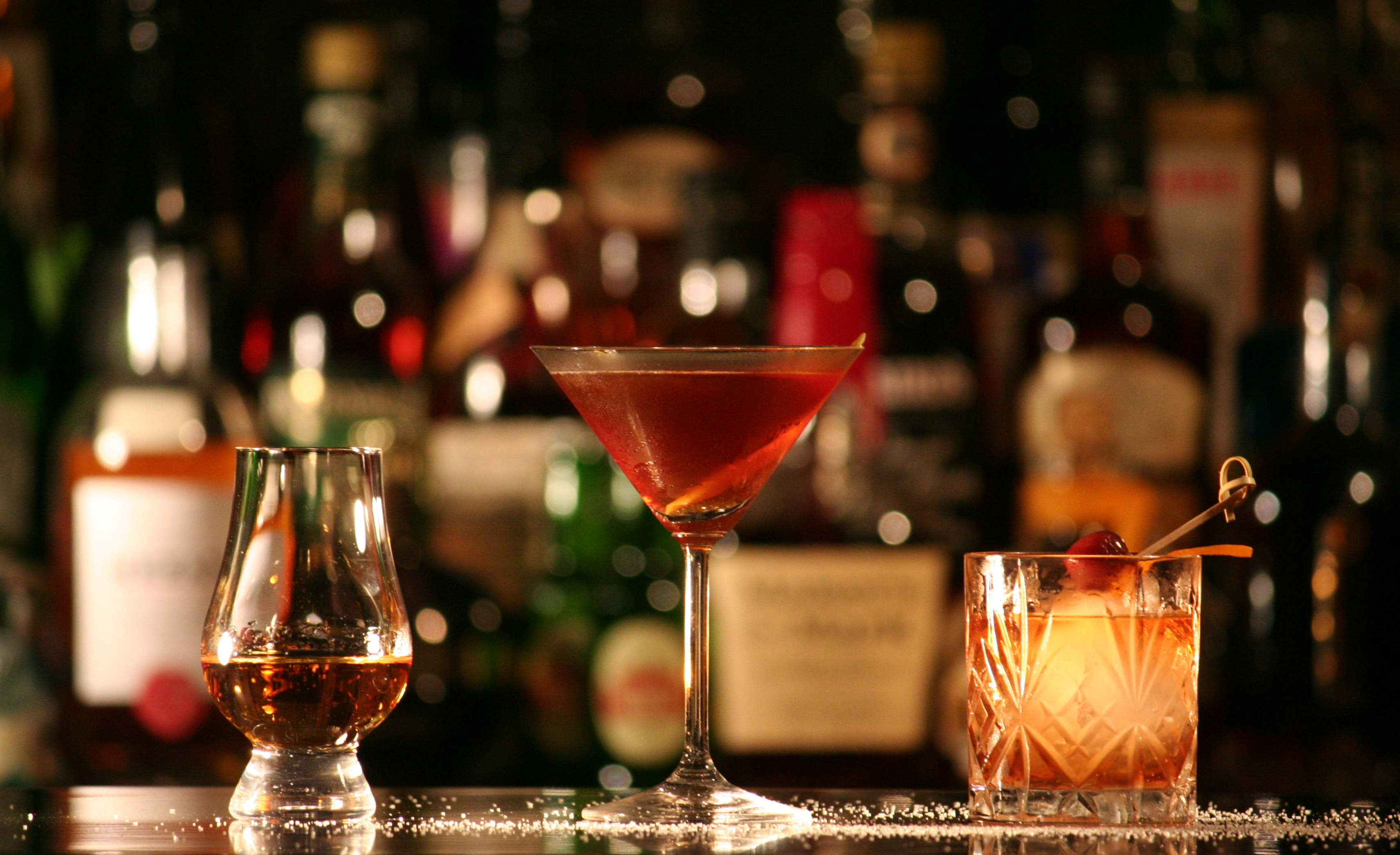
Cocktailar av olika typer, från vänster: rom i ett aromglas, en Manhattan och en Old fashioned

Cocktail (engelska för tuppstjärt) är en receptbunden drink, blandad av olika sorters spritdrycker, vin och eventuellt andra alkoholhaltiga eller alkoholfria komponenter. Ibland dekoreras en cocktail med så kallat cocktailbär eller drinkparasoll. Den första cocktailen blandades i USA på 1800-talet. Cocktailseden blomstrade särskilt under mellankrigsåren, då cocktailpartyt blev populärt som umgängesform. Några av de vanligaste cocktailarna är Tom Collins, Whiskey sour, Old fashioned, Daquiri och Cosmopolitan.

## Etymologi
Det finns en mängd försök till förklaring av ursprunget till ordet cocktail. Ett av dem är att det skulle komma från den engelska benämningen på en kapplöpningshäst som inte är ett fullblod och som i sin stamtavla har en stubbsvansad (cock-tailed) häst.